# Guildo Horn

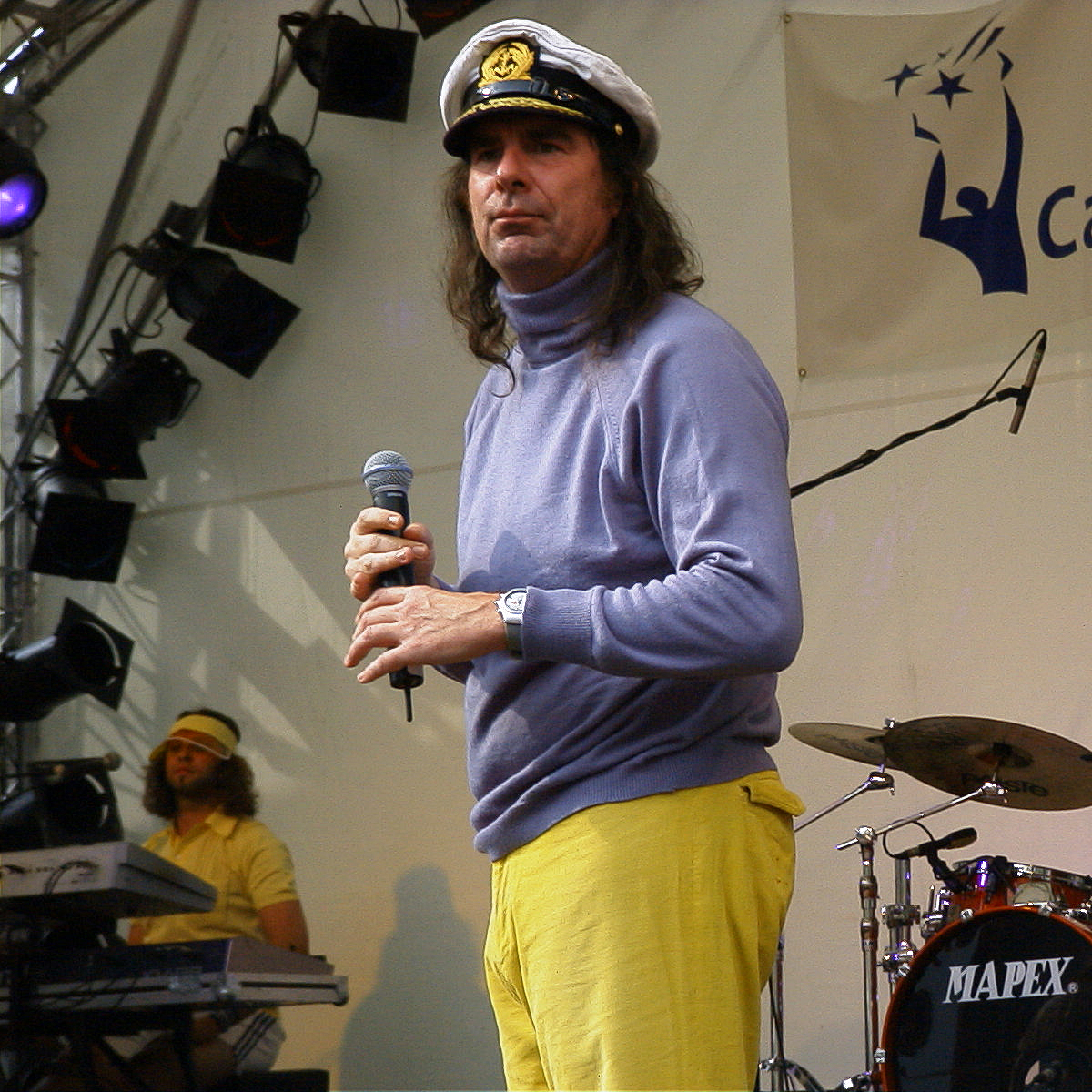
Guildo Horn, 2003.

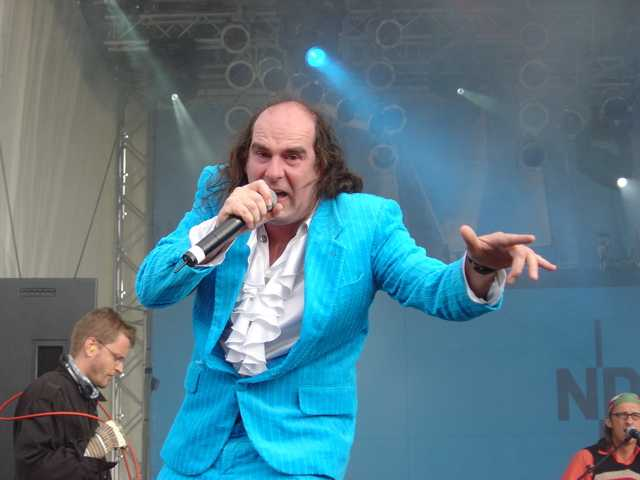
Guildo Horn, 2004.

Guildo Horn (pronúncia em alemão: ɡɪldo ˈhɔʁn) (Trier, 15 de fevereiro de 1963-) , nome verdadeiro:  Horst Köhler, (sem relação com o  ex-presidente alemão Horst Köhler) é um cantor alemão de música schlager.
Ele é principalmente famoso pela sua personalidade excêntrica, que inclui roupas escandalosas e palhaçadas muito extrovertidas.
No Festival Eurovisão da Canção 1998, ele classificou-se em 7.º lugar com a canção  "Guildo hat euch lieb!" (Gudo ama-vos todos!).
Ele atuou ao lado Olímpicos da campeã de trampolins Anna Dogonadze e do árbitro Markus Merk como embaixador de seu estado natal de Renânia-Palatinado para a Copa do Mundo de Futebol de 2006

## Discografia

### Álbuns
- Rückkehr nach Mendocino (1992)
- Sternstunden der Zärtlichkeiten (1995)
- Danke! (1997)
- Schön! (1999)
- Der König der Möwen (2002)
- Guildo Horn featuring Pomp & Brass (2003)
- Essential (2005)
- Die Rocky Horny Weihnachtsshow (2005)
- Erhebet die Herzen (2008)

Uma discografia completa de todos os seus singles e coolaborações podem ser encontradas na página  here.